# Chadisroides bidentatus
Chadisroides bidentatus är en fjärilsart som beskrevs av Alfred Ernest Wileman 1911. Chadisroides bidentatus ingår i släktet Chadisroides och familjen tandspinnare. Inga underarter finns listade i Catalogue of Life.